# John Wolyniec
John Wolyniec (ur. 24 stycznia 1977 w Staten Island NY), piłkarz amerykański, były reprezentant USA, grający na pozycji napastnika. Obecnie trenuje rezerwy New York Red Bulls.